# One Spoon of Chocolate
Pour plus de détails, voir Fiche technique et Distribution.
One Spoon of Chocolate est un film américain réalisé par RZA et dont la sortie est prévue en 2025.
Il sera présenté en avant-première au festival du film de Tribeca.

## Synopsis
Unique, ancien détenu militaire, se rend dans une petite ville. Il va y trouver l'amour mais également beaucoup plus de problèmes qu'il ne peut en gérer.

## Fiche technique
Sauf indication contraire, les informations mentionnées dans cette section peuvent être confirmées par les bases de données cinématographiques IMDb et Allociné,  présentes dans la section « Liens externes ».
- Titre original : One Spoon of Chocolate
- Réalisation et scénario : RZA
- Musique : Tyler Bates
- Décors : Ryan Sbaratta
- Costumes : N/A
- Photographie : Brandon Cox
- Montage : Joe D'Augustine
- Production : RZA, Paul Hall,

Producteurs délégués : Mitchell Diggs, Talani Diggs et Joseph Patrick Genier
- Sociétés de production : RZA Productions et Xen Diagram Media
- Société de distribution : N/A
- Budget : N/A
- Pays de production :  États-Unis
- Langue originale : anglais
- Format : couleur
- Genre : thriller
- Durée : 112 minutes
- Dates de sortie[2] :
  - États-Unis : 8 juin 2025 (festival de Tribeca)

## Distribution
- Shameik Moore : Unique
- Paris Jackson
- RJ Cyler : Ramsey
- Harry Goodwins
- Johnell Young
- Michael J. Harney
- Rockmond Dunbar
- E'myri Crutchfield
- Blair Underwood
- Jason Isbell
- Isaiah Hill
- James Lee Thomas
- Jason Vendryes
- Daniel Cepeda

## Production

### Genèse et développement
En octobre 2012, dans une interview pour The New York Times, RZA révèle qu'il travaille sur son prochain long métrage, One Spoon of Chocolate, qu'il décrit comme un drama historique situé les années 1960 et 1970.
En avril 2024, Shameik Moore, Paris Jackson, RJ Cyler, Harry Goodwins, Johnell Young, Michael Harney, Rockmond Dunbar, E'myri Crutchfield et Blair Underwood sont annoncés dans les rôles principaux. En mai, Jason Isbell, Isaiah Hill et James Lee Thomas rejoignent également le film.

### Tournage
Le tournage débute en avril 2024 à Atlanta. Les prises de vues s'achèvent en juillet,,.